# 라온로
라온로(Raon-ro)는 세종특별자치시 한솔동(가람동)에 있는 도로로, 총 연장은 1.334 km이다. 이름이 유래된 것은 '즐거운'의 옛말인 '라온'을 활용하였기 때문이며, 형식적으로 19번 세종특별자치시도의 일부를 이룬다.

## 역사
- 2012년 11월 20일 : 도로명으로 라온로를 고시

## 주요 경유지
- 세종특별자치시
  - 가람동

## 접촉하는 도로
- 교차 : 금송로 (국가지원지방도 제96호선)
- 직결 : 산학리길

## 주요 건물 및 시설
- 주택성능연구개발센터 (라온로 66/가람동 964)
- 폐기물연료화시설 (라온로 82/가람동 953)